# Formica xerophila
Formica xerophila é uma espécie de formiga do gênero Formica, pertencente à subfamília Formicinae.